# DRIVEに連れてって
「DRIVEに連れてって」（ドライブにつれてって）は、今井美樹の13枚目のシングル。1997年6月18日発売。発売元はフォーライフ・レコード（現・フォーライフミュージックエンタテイメント）。

## 解説
表題曲はハウス食品「完熟トマトとなすとカレー」CMソング。カップリング曲はスティーヴィー・ワンダーのカバー曲。

## 収録曲
編曲　布袋寅泰
1. DRIVEに連れてって　 
  - 作詞・作曲　布袋寅泰
2. KNOCKS ME OFF MY FEET　
  - 作詞・作曲　STEVIE WONDER
3. DRIVEに連れてって (Instrumental)